# Adrienne Bolland
Adrienne Bolland (Arcueil, 25 november 1895 - Parijs, 18 maart 1975) was een Franse luchtvaartpionier.

## Biografie
Adrienne Bolland was een pilote. Ze was op 1 april 1921 de eerste vrouw die de Andes overvloog, van Argentinië naar Chili. Tijdens de Tweede Wereldoorlog maakte ze deel uit van het verzet.